# Coudekerque-Branche
Coudekerque-Branche település Franciaországban, Nord megyében. Lakosainak száma 20 833 fő (2022. január 1.). Coudekerque-Branche Dunkerque, Téteghem-Coudekerque-Village és Cappelle-la-Grande községekkel határos.

## Népesség
A település népességének változása:
| Lakosok száma | 22 015 | 21 360 | 21 527 | 21 134 | 20 925 | 20 851 | 20 708 | 20 765 | 20 833 |
|               | 2013   | 2015   | 2016   | 2017   | 2018   | 2019   | 2020   | 2021   | 2022   |